# Michel Navratil
Michel Navratil (13 de agosto de 1880 – 15 de abril de 1912) foi um passageiro do RMS Titanic que morreu quando o navio afundou em 15 de abril de 1912. Ele foi pai de dois meninos referidos como órfãos do Titanic.

## Primeiros anos
Michel nasceu em Sereď, Reino da Hungria, atual Eslováquia, em 1880. Mais tarde, ele se mudou para a França onde se estabeleceu, em 1902, em Nice. Casou-se com uma italiana chamada Marcelle Caretto em 26 de maio de 1907, e seus dois filhos nasceram em Nice: Michel Marcel Navratil (nascido em 12 de junho de 1908) e Edmond Roger Navratil (nascido em 5 de março de 1910). Eles se divorciaram no início de 1912. Alguns fatores que podem ter levado à separado incluem sua tentativa fracassada de abrir uma loja de alfaiate e um suposto caso extraconjugal de sua parte. Ela recebeu a custódia dos meninos na separação.

## A bordo doTitanic
Michel recebeu direitos de visita ao Michel Jr e Edmond durante a pausa de Páscoa em 1912, no entanto, quando a mãe foi buscá-los no horário designado, eles desapareceram. Ele e os meninos deixaram a França via Monte Carlo e partiram para a Inglaterra, onde ficaram no Hotel Charing Cross em Londres por um período de tempo. Ele comprou três bilhetes de segunda classe para o Titanic, embarcando sob a identidade de "Louis M. Hoffman" com seus dois filhos, "Lolo" (um diminuitivo de Louis) e "Momon" (um diminuitivo de Edmond). Ele disse a outros passageiros que era viúvo e que estava levando os meninos para a América. Ele raramente os deixou fora de sua vista, mas em um ponto durante a viagem, ele permitiu que uma mulher francesa, Bertha Lehmann, cuidasse das crianças enquanto jogava cartas.
Na noite do naufrágio, Michel, ajudado por outro passageiro, vestiu seus filhos e levou-os ao convés. "Meu pai entrou na nossa cabine onde estávamos dormindo. Ele me vestiu muito calorosamente e me levou em seus braços. Um estranho fez o mesmo com o meu irmão. Quando penso nisso agora, me emociono. Eles sabiam que iriam morrer", recordou Michel Jr. Relatos de testemunhas disseram que Michel Jr estava usando apenas uma camisa de flanela, e que Edmond não tinha roupa, e ambos estavam enrolados em cobertores. Eles foram colocados no bote desmontável D, o último barco salva-vidas lançado com sucesso pelo navio. Michel pereceu no naufrágio.
O corpo de Michel foi o décimo quinto a ser recuperado pelo CS Mackay-Bennett. No bolso estava um revólver carregado. Por ter usado um sobrenome judaico durante o embarque, ele foi enterrado no cemitério Baron de Hirsch, Halifax, em 15 de maio de 1912.
Um livro, "Les Enfants du Titanic", foi escrito em 1982 por Élisabeth Navratil, neta de Michel, contando a história dele e dos meninos, e de suas infelizes aventuras no Titanic.